# Даг бањица
43° 08′ 00″ С; 22° 47′ 00″ И / 43.1333° С; 22.7833° И
Даг бањица, такође и Горска или Видличка бањица, међу посетиоцима позната и као „извор живота” је разбијени извор у кањону Градашничке реке, на 4 км североисточно од Пирота у подножју планине Видлич, на надморској висини 470-510 m. Извор и њене термалне воде у народу су познате од давнина, по лековитим својствима, пре свега због присуства сребра (чија је концентрација 0,2 µg/l, или испод максимално дозвољене концентрације (10 µg/l) која је прописана за воде за флаширање. Такође на обали и у самом кориту Градашничке реке констатована је зона истицања термалних вода у дужини око 500 m.
Извориште Даг бањице чије воде избијају у мањим ерозионим проширењима су неуређени, па се може рећи да пацијенти овде долазе „на своју руку“, а не по препоруци лекара. Температура воде је константна 29 °C па многи верују да вода лечи различите врсте болести. Због тога у Даг бањици се током целе године могу срести посетиоци из целе Србије, Македоније, Бугарске, Аустрије, Хрватске.

## Назив
Словенски назив је горска бањица, док после доласка турских освајача добија назив даг, јер на турском даг значи гора, планина. 
По другој верзији Даг бањица је добила назив по турској лепотица Даги родом из Истанбула, која је на овом месту у кањону Градашничанске реке залечила своје тешко обољење, за које лека није могла наћи у Азији и по целој Европи.

## Историјат бањице
Сматра се да термални извори у сливу Градашничке реке постоје још од Римског царства, јер су у њеној близини археолози пронашли материјалне артефакте, насеља и гробница. О овом термалном извору постоје две легенде:
Прва легенда о бањици је из античког периода која говори да је у повратку са похода римска војска имала много тешко болесних и рањених војника. Оставили су их поред изворишта са залихама хране, јер више нису могли да се крећу. Врло брзо војници су се опоравили и излечили. Плашећи се да ће се болести вратити, одлучили су да се ту настане, а многи су се оженили девојкама из околних села.
По другој легенди термални извори су добили име Даг бањица у време Османлијског царства. Према легенди, лепотица Дага родом из Истанбула, на овом месту залечила је своје тешко обољење, за које лека није могла наћи у Азији и по целој Европи. У знак захвалности, по народном предању, она је овај термоминерални извор назвала својим именом.

## Геоморфологија
Видлич у чијем подножју истиче термоминерлна вод из извора Даг бањице, представља неку врсту навлаке преко старопланинске зоне, па се због тога Стара планина и Видлич посматрају географском целином. На сабирном подручју Видлича од 141 km² нема површинског отицања воде, што је последица доминације кречњака у геолошком саставу терена.. 
Уже подручје изворишта Даг бањице изграђују седименти мезозоика. Тријаске творевине представљене су веома испуцалим пешчарима црвене боје. Изнад њих су лапоровити, танкослојевити, наборани кречњаци, а затим банковити кречњаци плаве и сиве боје, средњотријаске старости. Кречњаци су тектонски поломљени и изувијани или испресецани ведим пукотинама.
Према месту истицања извори Даг бањице су подељени на изворе: три термална и један крашки извор. Термални извори се разликују по месту и начину избијања, издашности и температури, или према групама на доњу и горњу групу. 
Доња група извора
У овој група извора налази се 5 извора, лоцираних на десној обали Добродолска реке. Њихова укупна издашност је 23 l/sec, температуре 26-31 °C, уз мању количину гасова. Истичу из тријаских кречњака. 
Горња група извора
Ова група извора налази се 230 m узводније и представља разбијено извориште са две групе извора из горњокредних пешчара и лапораца.
- Прва група извора истиче око 23 l/sec воде, температуре 22 °C, уз додатну зону дифузног истицања.
- Другу, најузводнију групу чине гравитациони извори издашности l/sec, температуре воде од 18 °C.[2]

## Хемијски састав
Термална вода Даг Бањице је хидрокарбонатно-магнезијска минерализације између 287-370 mg/l, што је сврстава у ред нискоминерализованих вода. 
Резултати физичко-хемијских испитивања воде као и њеног микробиолошког састава показао је у свим испитивањима параметре испод граница МДК, што је у оквиру прописаних норми, Правилником о хигијенској исправности воде за пиће у Р.Србији.
Термални извори (бање) избијају у тектонски јако сложеној зони, где се многобројни раседи, различите дубине, пресецају и укрштају, уз присуство навлачења и помака. Сва три извора избијају на малом растојању а на висини од 466 до 470 метара.
| „ | То упућује на закључак да потичу из истог резервоара, а да се у вишим деловима разилазе различитим пукотинама дуж којих се мешају са подземним крашким водама. Отуда и разлике у температури, саставу, укусу и мирису њихових вода. | ” |